# Bin Bunluerit
Bin Bunluerit (thai: บิณฑ์ บรรลือฤทธิ์, född 27 maj 1962 i Sa Kaeo, är en thailändsk filmregissör och skådespelare.

## Filmografi (skådespelare)
- Kha Ma Kab Pra - 1984
- Sieng Khaen Dok Khoon - 1993
- Chorakhea Phee Sing - 1993
- Thab Thim Tone - 1985
- Pheng Sud Thai - 1985
- Ai Noo Phoo Thorn - 1985
- Khon Dee Thee Ban Dan - 1985
- Mon Rak Luk Thung - 1995
- 2004 - Bang Rajan
- 2006 - Alexander

## Filmografi (urval)
- Punya Renoo - 2011